# オイスターカード
オイスターカード (Oyster Card) は、イギリスのロンドン市内の公共交通機関で使用されている非接触型ICカードである。2003年に使用が開始され、現在までに1,000万枚以上が発行されている。

## 概要

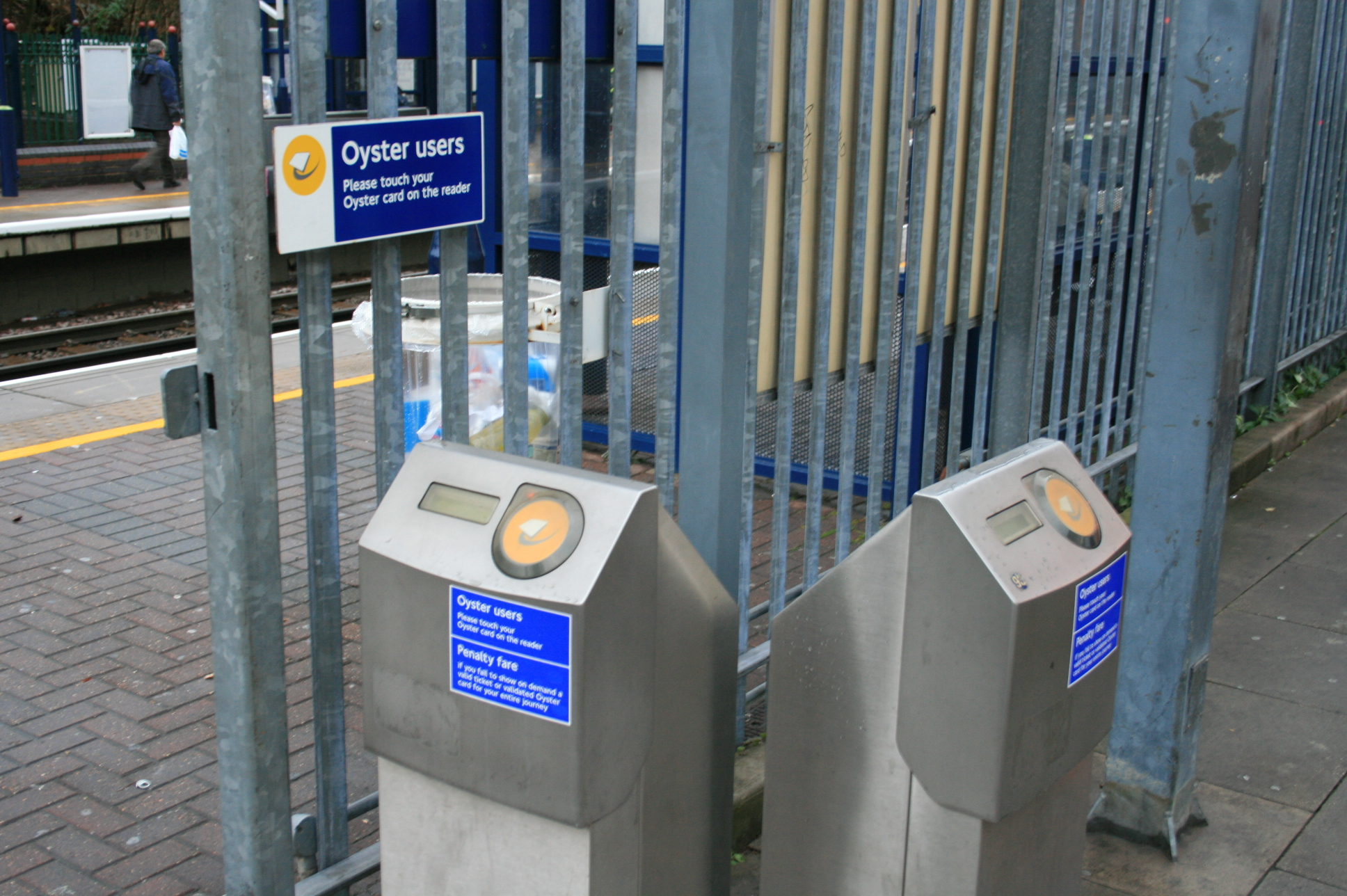
通常の簡易改札機

現在、ロンドン交通局 (Transport for London, TfL) が運営するロンドン市内のすべての地下鉄、バス、DLR、トラムリンク、オーバーグラウンドで利用可能なほか、一部のナショナル・レールでも使用可能である。乗車（もしくは乗車と降車の両方）の際にカードを改札機の読み取り部にタッチし、精算を行う。改札がない郊外の駅では、簡易改札機を使う。
地下鉄などの切符を現金で買うよりも割安料金が適用され、自動的に一番安い料金が選択される。例えば､ロンドンの地下鉄のゾーン1の切符を現金で買うと￡4.90だが、オイスター･カードだと￡2.40となる（2018年1月現在）。
購入する場合、一部の大規模駅の窓口に設置されている自販機か、窓口でその旨を告げると入手できる。日本でも、通販での購入が可能。

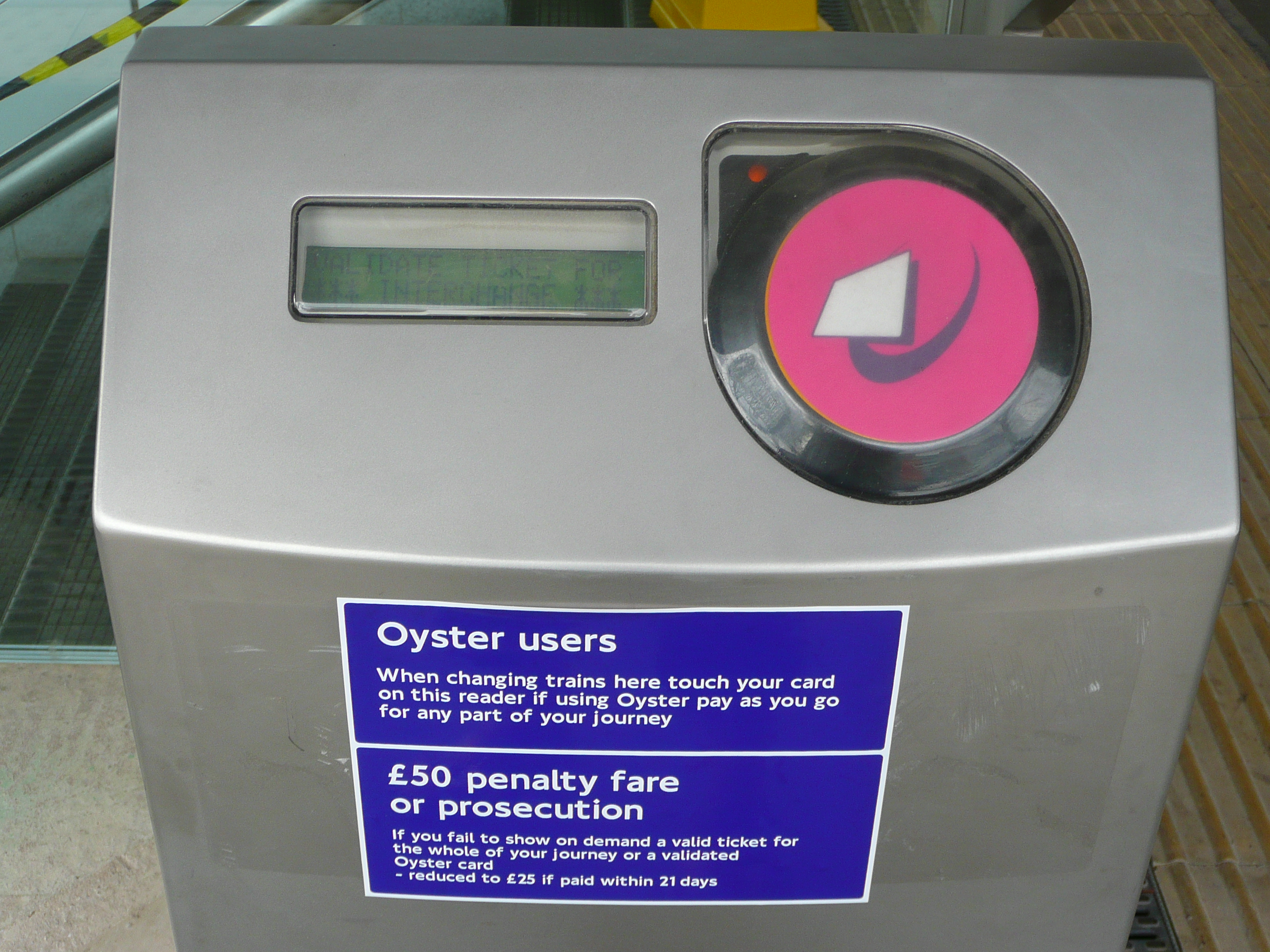
ピンク色の簡易改札機

2009年にロンドン交通局はゾーン1を経由するかどうかの乗車経路の確認のために、ゾーン1の外側の以下の13の乗り換え駅にピンク色の改札機を導入した。移動の際にゾーン1を利用しない場合、ピンク色の改札機にタッチすると、ゾーン1を経由しない経路の運賃が適用される。
ピンク色の改札機の導入駅
ゴスペル・オーク駅、ガナーズベリー駅、ハイベリー&イズリントン、ケンジントン・オリンピア駅、レイナーズ・レーン駅、ストラトフォード駅、ウェスト・ブロンプトン駅、ウィルスデン・ジャンクション駅、ブラックホース・ロード駅、ウィンブルドン駅、リッチモンド駅、ホワイトチャペル駅、カナダ・ウォーター駅、サリー・キーズ駅、クラップハム・ジャンクション駅、イーリング・ブロードウェイ駅

## 利用方法

### プリペイド (Pay as you go, PAYG)

「タッチ&ゴー」の動き

事前に自動券売機などでオイスターカードに入金 (top-up) しておき、乗車ごとにカードから運賃を差し引く利用方法。残額が少なくなったら（￡5以下）自動で入金する機能 (Auto top-up) もある。
購入時には、￡7のデポジット (deposit) が必要。2022年9月からデポジットは返金されなくなった。
また、1日の利用運賃の合計が一定金額を越えた場合、それ以上は課金されないようになっている (Capping)。この金額は、トラベルカード1日券よりも低く設定されているため、オイスターカードの利用者は1日券を別途購入せず利用できる。
日本におけるSuicaやPASMOに近い物であるが、以下のような相違点がある。
- コンビニや売店などでの使用ができず、鉄道とバスの運賃精算のみの使用に限られる。
  - コンビニや売店によっては、運賃の入金 (top-up) はできる。
- 自動改札機によっては、乗降時に利用額や残額が表示されない。

### トラベルカード/バスパス（Travelcard/Bus Pass, 定期券）
指定されたゾーン内で一定期間乗り放題のトラベルカードや、バスが乗り放題のバスパスを、オイスターカードに記録して利用する方法。オイスターカードで利用可能なトラベルカードには、7日間、1か月間、1年間有効なものがあり、各ゾーンの範囲によって値段が異なる。
オイスターカードは、上記のようにロンドン市内の多くの交通機関で利用できる。ヒースロー・エクスプレスでも使用できるが、往復運賃は適用されない。また、ナショナル・レールの駅では、オイスターカードの読み取り機が設置されていない駅が一部あり、これらの駅ではプリペイドでの利用はできない。また、ウィンブルドン駅でトラムリンクをプリペイドで利用する際も注意が必要である。

## 機能の拡充

### クレジットカード機能の付加（他社との提携）
バークレイズのキャッシュカード・デビットカードにオイスターカードの機能を付加したカードが2007年9月より取扱を開始することになった。このカードは2012年9月に新規発行が停止され、2014年6月30日をもって利用終了となった。

### チャイルドカード（Child cards, 子供用）
顔写真入りの子供用オイスターカード。11歳から15歳までが利用可能である。割引率は50%である。申請用紙に詳細を記入して自分の写真を貼り、申請する。

### スチューデントカード（Student cards, 学生オイスターカード）
顔写真入りの30%学生学割のオイスターカード。なお、発行できるのは以下にすべて該当する必要がある。
- 18歳以上。
- 週15時間以上で勉強し、かつ14週間以上語学学校、専門学校、大学などで学んでいる。
- ロンドン市内に滞在していること（自宅・寮・ホームステイ先の住所がロンドン市内であること）。

申請用紙に必要事項を記入して自分の写真を貼り、窓口に申請する方式だったが、2017年の段階ではオイスターカードのウェブサイトでアカウントを作成し、オンラインで申請する方式になっている。
| エリア  | 使用期限    | オイスターカード | 学生オイスターカード |
| ------- | ----------- | ---------------- | -------------------- |
| Zone1-2 | 1か月カード | ￡112.20         | ￡78.40              |
| Zone1-3 | 1か月カード | ￡131.40         | ￡91.80              |
| Zone1-4 | 1か月カード | ￡160.60         | ￡112.20             |

### ビジター・オイスターカード (Visitor Oyster Card)
旅行者向けのオイスターカードである。
- カードを購入するには£3必要。
- 通常のオイスターカード同様に無期限で利用できる。
- 日本でも購入可能[1]。
- 返却（デポジットの返金）はできないが、チャージされた残金の払い戻しは可能。ビジターオイスターカードは10ポンド以下はチケットマシンで可能。10ポンド以上はビジターセンターで現金またはカードに払い戻し可能。帰国後は郵送で受け付ける。無期限ゆえ、再びロンドンを訪れた際に使うこともできる。
- お土産として持ち帰れるようカードのデザインに工夫がなされている。

短期間の旅行者でも、上記のようなカードではなく通常版のオイスターカードを購入できるほか、どちらを買うかは自分で選択できる。
なお、2014年からMasterCardコンタクトレスなどの非接触型決済機能があるクレジットカードやApple Payなども、オイスターカードと同様にロンドン交通局のメトロおよび2階建てバスで利用できるようになった。